# Marcelina Zawisza
Marcelina Monika Zawiszaⓘ (ur. 3 maja 1989 w Katowicach) – polska działaczka społeczna i polityczna, posłanka na Sejm IX i X kadencji (od 2019). W 2018 umieszczona na liście Forbes 30 Under 30.

## Życiorys

### Młodość i wykształcenie
Urodziła się w Katowicach w górniczej i związkowej rodzinie. W dzieciństwie zachorowała na nowotwór kości; choroba ta według niej miała znaczący wpływ na późniejsze podjęcie działalności politycznej. Ukończyła studia licencjackie z polityki społecznej w Instytucie Polityki Społecznej Uniwersytetu Warszawskiego (2012).

### Działalność polityczna
Należała do stowarzyszenia Młodzi Socjaliści oraz do Partii Zieloni, w której od 2014 była członkinią zarządu partii oraz przewodniczącą jej warszawskiego koła. W wyborach w 2014 kandydowała z listy Zielonych do Parlamentu Europejskiego. W tym samym roku była kandydatką do rady miasta w Warszawie, kierowała też sztabem Joanny Erbel, ubiegającej się o funkcję prezydenta Warszawy w wyborach samorządowych.
W 2015 wystąpiła z Zielonych, należała w tym samym roku do założycieli Partii Razem. W maju 2015 podczas kongresu założycielskiego wybrana do zarządu krajowego partii. Zasiadała w nim do sierpnia 2020, po czym powróciła do tego gremium w lutym 2025. W 2015 kandydowała z listy tego ugrupowania do Sejmu z pierwszego miejsca na liście w okręgu katowickim. Otrzymała 8316 głosów, nie uzyskując mandatu; Partia Razem nie przekroczyła progu wyborczego.
W 2018 została umieszczona na opublikowanej przez magazyn „Forbes” europejskiej liście Forbes 30 Under 30, zawierającej wpływowe osoby poniżej trzydziestego roku życia, za udział w założeniu Razem oraz w organizacji tzw. czarnego protestu. Również w 2018 kandydowała na radną Sejmiku Województwa Śląskiego. W wyborach w 2019 bezskutecznie ubiegała się o mandat posłanki do Parlamentu Europejskiego z listy komitetu Lewica Razem, który nie przekroczył progu wyborczego.
W wyborach krajowych w tym samym roku jako liderka listy SLD (w ramach porozumienia między ugrupowaniami lewicowymi) w okręgu opolskim została wybrana do Sejmu IX kadencji. W parlamencie została członkinią Komisji Zdrowia oraz pierwszą wiceprzewodniczącą Koalicyjnego Klubu Parlamentarnego Lewicy. W 2020 była pełnomocniczką komitetu wyborczego ubiegającego się o prezydenturę Roberta Biedronia.
W wyborach w 2023 z powodzeniem ubiegała się o poselską reelekcję z ramienia Nowej Lewicy. W październiku 2024 wraz z kilkoma innymi posłami swojej partii zrezygnowała z członkostwa w KKP Lewicy. W następnym miesiącu została przewodniczącą nowo utworzonego Koła Poselskiego Razem. W 2025 została pełnomocniczką wyborczą Adriana Zandberga, kandydującego na prezydenta RP.

## Wyniki wyborcze
| Wybory | Komitet wyborczy                         | Komitet wyborczy             | Organ                              | Okręg        | Wynik          |
| ------ | ---------------------------------------- | ---------------------------- | ---------------------------------- | ------------ | -------------- |
| 2014   |                                          | Partia Zieloni               | Parlament Europejski VIII kadencji | nr 11        | 543 (0,06%)    |
| 2014   | Rada m.st. Warszawy VII kadencji         | Partia Zieloni               | nr 9                               | 1007 (1,37%) |                |
| 2015   |                                          | Partia Razem                 | Sejm VIII kadencji                 | nr 31        | 8316 (2,02%)   |
| 2018   | Sejmik Województwa Śląskiego VI kadencji | Partia Razem                 | nr 5                               | 1653 (0,83%) |                |
| 2019   |                                          | Lewica Razem                 | Parlament Europejski IX kadencji   | nr 12        | 9213 (0,70%)   |
| 2019   |                                          | Sojusz Lewicy Demokratycznej | Sejm IX kadencji                   | nr 21        | 19 206 (4,73%) |
| 2023   |                                          | Nowa Lewica                  | Sejm X Kadencji                    | nr 21        | 19 388 (4,04%) |

## Życie prywatne
Ma dwóch synów: Adama i Pawła. Zamieszkała w Warszawie. W 2025 zawarła związek małżeński.